# Kaşıkçı, İdil
Kaşıkçı là một xã thuộc huyện İdil, tỉnh Şırnak, Thổ Nhĩ Kỳ. Dân số thời điểm năm 2011 là 257 người.